# Samuel Eto'o
Samuel Eto'o Fils (Douala, 10 maart 1981) is een Kameroens voormalig voetballer die doorgaans als spits speelde. Hij speelde de meeste wedstrijden voor FC Barcelona. Eto'o was van 1997 tot en met 2014 international in het Kameroens voetbalelftal, waarvoor hij 118 interlands speelde en 56 keer scoorde. Momenteel is hij president van de Kameroense voetbalbond (FCF). Eto'o won als speler viermaal de UEFA Champions League: eenmaal met Real Madrid, tweemaal met FC Barcelona en eenmaal met Internazionale. Met laatstgenoemde club won Eto'o ook eenmaal de FIFA Club World Cup.

## Clubcarrière
Eto'o groeide in redelijke welvaart op in zijn vaderland. Hij begon met voetballen bij Kadji Sports Academy. Het was Real Madrid dat Eto'o in 1997 naar Europa haalde. De aanvaller kwam er nauwelijks aan spelen toe en werd uitgeleend aan CD Leganés (1997/98) en RCD Espanyol (1998/99), voordat hij in 1999 naar Real Mallorca ging. Daar groeide Eto'o uit tot een veelscorende spits en de grote ster van de club. Eto'o bouwde er een hechte vriendschap op met Albert Luque. Eto'o heeft Luque al meerdere malen aangeduid als mi hermano blanco (mijn blanke broer). In 2003 had Eto'o met twee doelpunten een belangrijk aandeel in de winst van de Copa del Rey. Hij droeg zijn twee treffers op aan zijn collega-international Marc-Vivien Foé, die enkele dagen eerder aan een hartprobleem overleed tijdens een interland tegen Colombia.

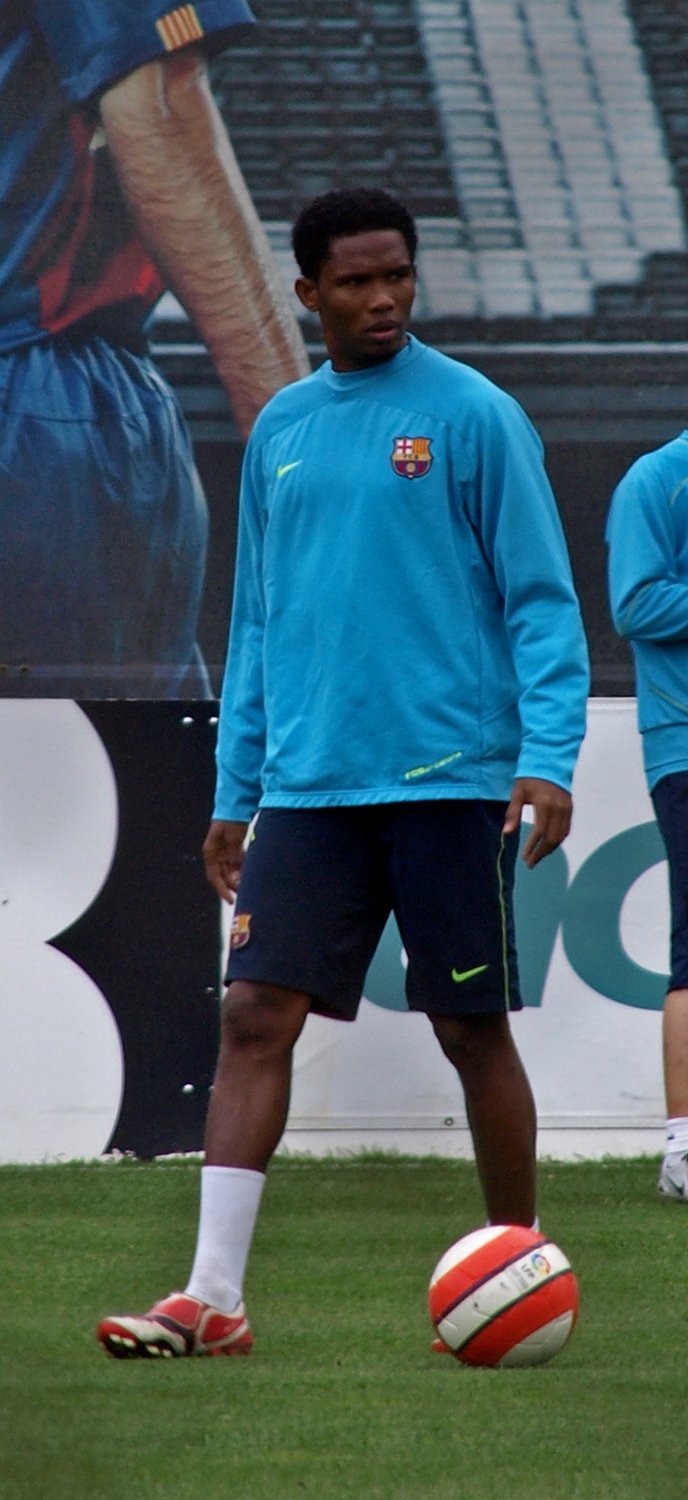
Samuel Eto'o bij Barça

In de zomer van 2004 vertrok Eto'o naar FC Barcelona. Met de Catalaanse club behaalde hij in 2005 de landstitel en eindigde Eto'o met 24 goals op tweede plaats achter Diego Forlán in de strijd om de Trofeo Pichichi, de prijs voor topscorer van Spanje. Een jaar later won Eto'o opnieuw de Spaanse titel met FC Barcelona en bovendien veroverde hij ditmaal wel de Trofeo Pichichi door 26 doelpunten te maken. Ook op internationaal niveau was Eto'o met Barça succesvol: op 17 mei 2006 werd ten koste van het Engelse Arsenal FC de UEFA Champions League gewonnen. In de finale werd het 2-1 in het voordeel van FC Barcelona en Eto'o maakte de gelijkmaker, nadat Sol Campbell Arsenal FC op voorsprong had gebracht. Belletti maakte de winnende treffer. Het seizoen 2006/07 begon goed voor Eto'o met vier competitiedoelpunten in evenveel wedstrijden. In de Champions League-wedstrijd met Werder Bremen liep de Kameroener echter een zware knieblessure op, die hem vijf maanden aan de kant zou houden. Op 6 februari 2007 maakte Eto'o in de competitiewedstrijd tegen Racing de Santander zijn rentree. Door een nieuwe blessure kon hij wederom twee maanden niet in actie komen. In het seizoen 2008/2009 kwam hij in eerste instantie niet meer voor in de plannen van de nieuwe trainer Josep Guardiola. Eto'o was echter niet van plan te vertrekken en hij kreeg een nieuwe kans. Met FC Barcelona won hij in 2009 de Spaanse landstitel, de Copa del Rey en de UEFA Champions League. In de Champions League-finale scoorde hij het openingsdoelpunt in de 2-0-overwinning tegen Manchester United.
In de zomerstop van 2009 kreeg Eto'o te horen dat hij op zoek mocht gaan naar een nieuwe werkgever. Uiteindelijk werd hij betrokken in een ruil waarbij FC Barcelona de Kameroener plus 46 miljoen euro richting Inter stuurde, waarvoor de Spanjaarden Zlatan Ibrahimović terugkregen. Met Inter won Eto'o in zijn eerste seizoen meteen al de Italiaanse landstitel, de Coppa Italia, de Supercoppa Italiana, de Champions League (ten koste van zijn oude club Barcelona in de halve finales) en het Wereldkampioenschap voetbal voor clubs, en in 2010 won hij met Inter de prestigieuze Treble. Het was voor het eerst dat een Italiaanse club dit lukte, en Inter was hiermee de zesde club van de wereld die het lukte. Eto'o won dus de treble achtereenvolgens in 2009 met FC Barcelona en in 2010 met Internazionale. In augustus 2011 nam Anzji Machatsjkala hem voor naar verluidt 25 miljoen euro over en zou hij 20 miljoen euro per jaar gaan verdienen. Met dit salaris is hij dan de best betaalde voetballer ter wereld.
Op 28 augustus 2013 werd bekend dat Eto'o overstapte naar Chelsea FC. Hij heeft een eenjarig contract ondertekend met een jaarsalaris van 7 miljoen euro. Op 19 oktober 2013 scoorde hij zijn eerste doelpunt voor Chelsea tegen Cardiff City. Hij bracht Chelsea op aangeven van Eden Hazard op voorsprong. Op 19 januari 2014 scoorde hij een hattrick tegen Manchester United. Hij was na Romelu Lukaku, David Bentley en Dirk Kuijt de vierde speler ooit die dat lukte.
Na het aflopen van zijn contract bij Chelsea, tekende Eto'o augustus 2014 een tweejarig contract bij Everton, dat hem transfervrij inlijfde. Een half jaar later tekende hij niettemin voor 2,5 jaar bij Sampdoria. Na weer een half jaar tekende Eto'o tot medio 2018 bij Antalyaspor. In januari 2018 tekende Eto'o een contract bij Konyaspor, om vervolgens in augustus 2018 over te stappen naar Qatar SC, waar hij in september 2019 zijn voetballoopbaan beëindigde.

## Clubstatistieken

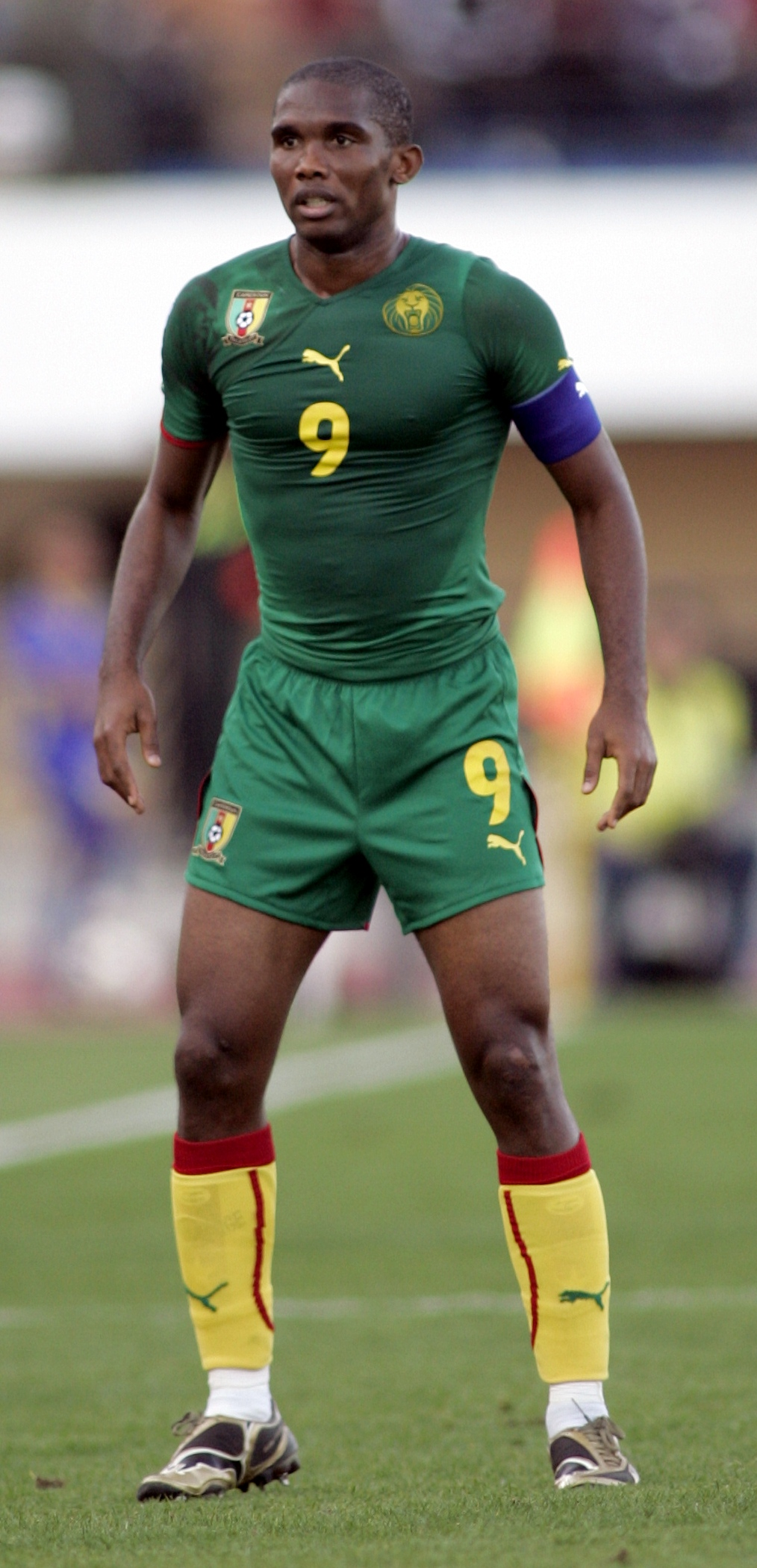
Eto'o spelend voor Kameroen in 2009

| Seizoen        | Club               | Competitie         | Competitie | Competitie | Beker | Beker | Supercup | Supercup | Europees | Europees | Totaal | Totaal |
| Seizoen        | Club               | Competitie         | Wed.       | Dlp.       | Wed.  | Dlp.  | Wed.     | Dlp.     | Wed.     | Dlp.     | Wed.   | Dlp.   |
| -------------- | ------------------ | ------------------ | ---------- | ---------- | ----- | ----- | -------- | -------- | -------- | -------- | ------ | ------ |
| 1997/98        | Leganés            | Segunda División B | 28         | 3          | 0     | 0     | —        | —        | —        | —        | 28     | 3      |
| 1998/99        | Real Madrid        | Primera División   | 1          | 0          | 0     | 0     | 0        | 0        | 0        | 0        | 1      | 0      |
| 1999/00        | Real Madrid        | Primera División   | 2          | 0          | 5     | 0     | 0        | 0        | 3        | 0        | 5      | 0      |
| 1999/00        | RCD Mallorca       | Primera División   | 13         | 7          | 0     | 0     | —        | —        | —        | —        | 13     | 7      |
| 2000/01        | RCD Mallorca       | Primera División   | 28         | 11         | 5     | 2     | —        | —        | —        | —        | 33     | 13     |
| 2001/02        | RCD Mallorca       | Primera División   | 30         | 6          | 1     | 1     | —        | —        | 9        | 3        | 40     | 10     |
| 2002/03        | RCD Mallorca       | Primera División   | 30         | 14         | 6     | 5     | —        | —        | —        | —        | 36     | 19     |
| 2003/04        | RCD Mallorca       | Primera División   | 32         | 17         | 2     | 0     | —        | —        | 7        | 4        | 41     | 21     |
| 2004/05        | FC Barcelona       | Primera División   | 37         | 25         | 1     | 0     | ?        | ?        | 7        | 4        | 45     | 29     |
| 2005/06        | FC Barcelona       | Primera División   | 35         | 26         | 2     | 2     | ?        | ?        | 11       | 6        | 48     | 34     |
| 2006/07        | FC Barcelona       | Primera División   | 19         | 11         | 4     | 1     | —        | —        | 4        | 1        | 27     | 13     |
| 2007/08        | FC Barcelona       | Primera División   | 18         | 16         | 4     | 0     | —        | —        | 7        | 1        | 29     | 17     |
| 2008/09        | FC Barcelona       | Primera División   | 36         | 30         | 4     | 0     | ?        | ?        | 12       | 6        | 52     | 36     |
| 2009/10        | Internazionale     | Serie A            | 32         | 12         | 3     | 2     | 1        | 1        | 13       | 2        | 49     | 17     |
| 2010/11        | Internazionale     | Serie A            | 35         | 21         | 7     | 8     | 1        | 2        | 11       | 8        | 54     | 39     |
| 2011/12        | Anzji Machatsjkala | Premjer-Liga       | 22         | 13         | 1     | 0     | 1        | 0        | 0        | 0        | 24     | 13     |
| 2012/13        | Anzji Machatsjkala | Premjer-Liga       | 25         | 10         | 3     | 2     | 0        | 0        | 16       | 9        | 46     | 21     |
| 2013/14        | Anzji Machatsjkala | Premjer-Liga       | 4          | 2          | 0     | 0     | 0        | 0        | 0        | 0        | 4      | 2      |
| 2013/14        | Chelsea            | Premier League     | 21         | 9          | 3     | 0     | 0        | 0        | 9        | 3        | 33     | 12     |
| 2014/15        | Everton            | Premier League     | 14         | 3          | 2     | 0     | 0        | 0        | 4        | 1        | 19     | 4      |
| 2014/15        | Sampdoria          | Serie A            | 18         | 2          | 0     | 0     | 0        | 0        | —        | —        | 18     | 2      |
| 2015/16        | Antalyaspor        | Süper Lig          | 31         | 20         | 1     | 0     | 0        | 0        | —        | —        | 32     | 20     |
| 2016/17        | Antalyaspor        | Süper Lig          | 30         | 18         | 0     | 0     | 0        | 0        | —        | —        | 30     | 18     |
| 2017/18        | Antalyaspor        | Süper Lig          | 15         | 6          | 0     | 0     | 0        | 0        | —        | —        | 15     | 6      |
| 2017/18        | Konyaspor          | Süper Lig          | 13         | 6          | 1     | 0     | 0        | 0        | —        | —        | 14     | 6      |
| 2018/19        | Qatar Sports Club  | Qatari League      | 17         | 6          | 3     | 3     | 0        | 0        | 0        | 0        | 20     | 9      |
| Carrièretotaal | Carrièretotaal     | Carrièretotaal     | 581        | 294        | 53    | 26    | 3        | 3        | 113      | 48       | 753    | 371    |

## Interlandcarrière
Met het nationaal elftal van Kameroen was Eto'o twee keer de sterkste in de African Nations Cup. Op de Olympische Spelen van 2000 in Sydney behaalde hij met Kameroen goud. Eto'o scoorde in de finale. Zowel in 1998 als 2002 behoorde Eto'o tot de WK-selectie van Kameroen. De kwalificatie voor het Wereldkampioenschap voetbal 2006 en de Africa Cup 2006 liepen voor Kameroen uit op een mislukking. In het beslissende kwalificatieduel voor het WK weigerde Eto'o vlak voor tijd een toegekende strafschop te nemen. Pierre Wome miste vervolgens, waardoor niet Kameroen maar Ivoorkust zich plaatste voor het WK. Het toernooi op de Africa Cup begon goed voor Kameroen en Eto'o. In de groepsfase werden achtereenvolgens Angola (3-1, 3x Eto'o), Togo (2-0, 1x Eto'o) en Democratische Republiek Congo (2-0, 1x Eto'o) verslagen. De kwartfinale bleek het eindpunt voor Kameroen. In een wedstrijd tegen Ivoorkust, waarin het na verlengingen 1-1 stond, moesten strafschoppen de beslissing brengen. Eto'o schoot als eerste raak. Alle andere spelers scoorden ook, waardoor de spits een tweede keer moest trappen. Eto'o schoot hoog over, waarna Chelsea-aanvaller Didier Drogba niet faalde en daarmee Ivoorkust een plaats in de halve finale bezorgde. Eto'o werd met vijf doelpunten topscorer van de Africa Cup 2006. Ook op de Africa Cup 2008 werd Eto'o met vijf doelpunten topscorer van het toernooi. Hij was trefzeker tegen Egypte (twee, waarvan één strafschop), Zambia (strafschop)
en Soedan (twee, waarvan één strafschop). Met zijn eerste doelpunt tegen Soedan werd Eto'o all-time topscorer van de Africa Cup. Met Kameroen haalde hij de finale, maar hierin was Egypte te sterk (0-1). In 2010 behoorde hij tot de selectie voor het WK.
Op 8 september 2013 kondigde Eto'o aan zijn interlandloopbaan te beëindigen. Volgens de Franse sportkrant L'Équipe een gevolg van een ruzie met bondscoach Volker Finke. Drie maanden later keerde hij terug in het nationale elftal en was hij aanvoerder van het Kameroens voetbalelftal in de beslissingswedstrijden voor het WK, waarbij Kameroen zich plaatste voor het eindtoernooi van 2014. Hierop verloor Eto'o met zijn land alle drie de wedstrijden in de poulefase, waarmee Kameroen uitgeschakeld was. Het bleken zijn laatste wapenfeiten voor de nationale ploeg. Op 27 augustus 2014 maakte Eto'o bekend dat hij geen interlands meer zou spelen.
In september 2021 maakte Samuel Eto'o zijn kandidatuur bekend voor het presidentschap van de Kameroense voetbalbond (Fecafoot).

## Trivia
- Eto'o heeft als bijnamen El León (De Leeuw), De Zwarte Panter en De Gazelle uit Kameroen, verwijzend naar zijn snelheid.
- Eto'o is in Spanje ambassadeur voor Unicef.
- Twee jongere broers van Eto'o, David Eto'o en Etienne Eto'o, zijn eveneens profvoetballer.
- De zoon van Eto'o, Etienne Eto'o, is ook proefvoetballer.[8]
- Eto'o is familie van profvoetballer Léonard Kweuke.

## Erelijst
Als speler
 Real Madrid
- UEFA Champions League: 1999/00

 RCD Mallorca
- Copa del Rey: 2002/03

 FC Barcelona
- UEFA Champions League: 2005/06, 2008/09
- Primera División: 2004/05, 2005/06, 2008/09
- Copa del Rey: 2008/09
- Supercopa de España: 2005, 2006

 Internazionale
- FIFA Club World Cup: 2010
- UEFA Champions League: 2009/10
- Serie A: 2009/10
- Coppa Italia: 2009/10, 2010/11
- Supercoppa Italiana: 2010

 Kameroen
- CAF Africa Cup of Nations: 2000, 2002

 Kameroen onder 23
- Olympische Zomerspelen: 2000

Individueel als speler
- Afrikaans Talent van het Jaar: 2000
- Afrikaans Voetballer van het jaar: 2003, 2004, 2005, 2010
- ESM Team van het Jaar: 2004/05, 2005/06, 2008/09, 2010/11
- FIFA Wereldvoetballer van het Jaar (brons): 2005
- FIFA FIFPro World XI: 2005, 2006
- UEFA Team van het Jaar: 2005, 2006
- CAF Team van het Jaar: 2005, 2006, 2008, 2009, 2010, 2011
- Trofeo Pichichi: 2005/06
- Meeste Assists UEFA Champions League: 2005/06
- Topscorer CAF Africa Cup of Nations: 2006, 2008
- UEFA Clubaanvaller van het Jaar: 2006
- FIFA Club World Cup Gouden Bal: 2010
- Topscorer Coppa Italia: 2010/11
- Premjer-Liga – Meest Waardevolle Speler: 2012/13
- Golden Foot: 2015
- Globe Soccer Player Career Award: 2016

Records
- CAF Africa Cup of Nations – Topscorer Aller Tijden
- RCD Mallorca – Topscorer Aller Tijden
- Kameroen – Topscorer Aller Tijden